# 10681 Khture
10681 Khture è un asteroide della fascia principale. Scoperto nel 1979, presenta un'orbita caratterizzata da un semiasse maggiore pari a 3,1423251 au e da un'eccentricità di 0,1724508, inclinata di 1,14224° rispetto all'eclittica.
L'asteroide è dedicato all'Università Nazionale di Radio-Elettronica di Kharkiv.